# Ешлін Брук
Е́шлін Брук (англ. Ashlynn Brooke, нар. 14 серпня 1985 року, Чокло, Оклахома, США) — американська фотомодель та порноакторка.

## Біографія та кар'єра
Народилась 14 серпня 1985 року в Чокло, США.
Працювала продавчинею старих автомобілів поблизу Оклахома-Сіті протягом трьох років. 
У 2006 році потрапила в порноіндустрію. Стала ексклюзивною виконавицею за договором з New Sensations / Digital Sin в 2007 році і в 2009 році дебютувала як режисерка з фільмом «Лесбійські фантазії Ешлін Брук» (англ. Ashlynn Brooke’s Lesbian Fantasies).
У 2010 з'явилась у фільмі жахів «Піраньї 3D».
У 2011 році була названа CNBC, як одна з 12 найпопулярніших зірок у порно.

## Нагороди
- 2007 Adultcon номінація — найкраща акторка в сцені самозадоволення
- 2007 Adultcon — найкраща 20-ка акторок для дорослих[11]
- 2008 AVN Award номінація — найкраща нова старлетка
- 2008 AVN Award номінація — AVN найкраща продуктивність
- 2008 AVN Award номінація — AVN нафкраща парна сексуальна сцена
- 2008 (Xbiz) номінація — найкраща нова старлетка за версією XBiz
- 2008 (AEBN) AWARD — найкраща нова старлетка
- 2008 (XRCO) номінація — найкраща нова старлетка
- 2008 F.A.M.E. Award — улюблений бюст[12]
- 2009 AVN Award — найкраща продовжуюча сцена Ashlynn Goes to College[13]
- 2009 AVN Award — найкращий інтерактивний DVD[13]
- 2009 AVN Award — найкращий новий серіал Ashlynn Goes to College[13]
- 2009 Exotic Dancer Award — найкращий дебют (Sherwin Escurel)[7]
- 2010 Nominated AVN Award — найкраща жіноча роль другого плану: 30 Rock: A XXX Parody